# Justicia inamoena
Justicia inamoena är en akantusväxtart som beskrevs av Raymond Benoist. Justicia inamoena ingår i släktet Justicia och familjen akantusväxter. Inga underarter finns listade i Catalogue of Life.